# 张援远
张援远（1950年11月—），男，祖籍陕西高陵，生于黑龙江哈尔滨，中华人民共和国外交官。

## 生平
1972年，进入中华人民共和国外交部工作。1973年，先后赴加拿大卡尔顿大学和多伦多大学学习。1977年起，先后在驻温哥华总领事馆、外交部翻译室、常驻联合国代表团任职。1994年，赴美国塔夫茨大学弗莱彻外交和法律学院学习。1995年，任外交部翻译室参赞。1998年，任驻美国大使馆参赞、发言人。2001年，任外交部翻译室主任。2005年11月，出任中华人民共和国驻新西兰大使兼驻库克群岛大使。2008年8月，出任中华人民共和国驻比利时大使。2011年5月，自驻比利时大使离任。

## 家庭
已婚，有一子。